# Braskem
Braskem — бразильская химическая компания, крупнейший производитель термопластов в Америке. Штаб-квартира находится в городе Камасари, штат Баия. Крупнейшими акционерами являются Odebrecht (38,32 %) и Petrobras (36,15 %). В списке крупнейших компаний мира Forbes Global 2000 за 2022 год заняла 953-е место.

## История
Компания была создана в августе 2001 года группами Odebecht и Mariani на основе купленного ими нефтехимического комплекса Copene в городе Камасари. Вскоре был куплен ещё ряд нефтехимических предприятий, включая компании Polialden в 2005 году и Politeno в 2006 году. В 2007 году при участии Petrobras была поглощена группа Ipiranga, которой принадлежал нефтехимический комплекс в Триунфу и ещё несколько предприятий. В январе 2010 года была куплена компания Quattor, а в феврале того же года Braskem вышла на рынок США, купив полипропиленовый бизнес нефтегазовой компании Sunoco. В июле 2011 года были куплены 4 завода по производству полипропилена у компании Dow Chemical (2 завода в США и 2 в Германии). В апреле 2016 года в Мексике началось производство полиэтилена совместным предприятием Braskem и Idesa.

## Деятельность
Основные подразделения по состоянию на 2020 год:
- Бразилия — производство химикатов на 29 заводах в Бразилии, крупнейшие нефтехимические комплексы находятся в Камасари, Триунфу, Санту-Андре и Дуки-ди-Кашиас, продукция включает полиэтилен, полипропилен, поливинилхлорид и каустическую соду; 69 % выручки.
- США и Европа — производство полипропилена на 6 заводах в США и 2 в Германии; 25 % выручки.
- Мексика — производство этилена и полиэтилена на 4 заводах в Мексике, основной комплекс находится в городе Коацакоалькос; 6 % выручки.

На Бразилию приходится 55 % продаж.